# Charmoy (Yonne)
Charmoy – miejscowość i gmina we Francji, w regionie Burgundia-Franche-Comté, w departamencie Yonne.
Według danych na rok 1990 gminę zamieszkiwały 1192 osoby, a gęstość zaludnienia wynosiła 170 osób/km² (wśród 2044 gmin Burgundii Charmoy plasuje się na 194. miejscu pod względem liczby ludności, natomiast pod względem powierzchni na miejscu 1110.).